# ІЖ-18
ІЖ-18 однозарядна рушниця з переламним затвором.

## Історія
ІЖ-18 було розроблено в 1962—1963 як наступника ІЖК, а з 1964 року розпочалося серійне виробництво.
В листопаді 1964 року вартість звичайної ІЖ-18 становила 28 рублів.
З січня 1979 року розпочалося виробництво ІЖ-18E-20M та ІЖ-18-410M.
В травні 1981 року стандартна ІЖ-18 коштувала 22 рублі 50 копійок, а стандартна ІЖ-18E — 37 рублів 50 копійок.
З травня 2018 року ЗАО «Техкрим» почало випускати знімні стволи довжиною 520 мм ТК600 для ІЖ-18. Зі стволом TK600 рушниця може стріляти набоями .366 TKM.
Невідому кількість ІЖ-18 було продано в інші країни.

## Конструкція
ІЖ-18 це однозарядна безкуркова розбірна рушниця.
Ствол хромований з чоком біля дульного зрізу. Знімний ствол зроблено зі сталі 50А.
Радянські рушниці ложу та цівку з горіха, берези або буку.

## Варіанти
- ИЖ-18[5][8][10]
- ИЖ-18М — версія ІЖ-18 з січня 1979 року[7][3][4][10]
- ИЖ-18Е, з автоматичним екстрактором[8][2][11]
- ИЖ-18ЕМ — версія ІЖ-18E, з початку 1980-х років[3][4][10]
- ИЖ-18Е-20М, експортний варіант (ІЖ-18E під набій 20/76 мм Magnum)[7][4][2][10]
- ИЖ-18-410М, експортний варіант (ІЖ-18 під набій .410/76 мм Magnum)[7][2][10]
- ИЖ-18МК — версія ІЖ-18M, з 1988 року[12]
- ИЖ-18М-M — версія ІЖ-18M, з 1992 року
- ИЖ-18МН — з 1994 року, однозарядна гвинтівка[13]

## Користувачі
- СРСР — 1600 рушниць ІЖ-18 було придбано для зоопарків, заказників та заповідників Радянського Союзу допоміжною зброєю для працівників.[3] Також ці рушниці було дозволено використовувати цивільним для полювання[5][2][4]
- Білорусь — за часів Радянського Союзу рушниці в БРСР продавали цивільному населенню для полювання[14]
- Болгарія[15]
- Чехія[16]
- Казахстан —за часів Радянського Союзу рушниці в Казахській РСР продавали цивільному населенню для полювання[17]
- Латвія —за часів Радянського Союзу рушниці в Латвійській РСР продавали цивільному населенню для полювання[18]
- Молдова — за часів Радянського Союзу рушниці в Молдавській РСР продавали цивільному населенню для полювання[19]
- Російська Федерація — за часів Радянського Союзу рушниці в РРФСР продавали цивільному населенню для полювання[13]
- Україна —за часів Радянського Союзу рушниці в Українській РСР продавали цивільному населенню для полювання[20][21]
- Об'єднане Королівство — невідома кількість була продана цивільним для полювання[22]
- США — European American Armory почала імпортувати ІЖ-18 з Росії в 1998 році.[1] В січні 2004 року було підписано контракт між Remington Arms (Медісон, штат Північна Кароліна) та Іжевським механічним заводом.[23] В 2005 році Remington Arms почала імпортувати ІЖ-18 з Росії, вони завозили і продавали зброю під маркою Remington Spartan 100,[23] а ІЖ-18МН — під маркою Remington SPR 18[23]

## Музейні екземпляри
- одна рушниця ІЖ-18EM-M знаходиться в колекції Тульського державного музея зброї в Тульському кремлі